# Rennrodel-Weltcup 1977/78
Der Rennrodel-Weltcup 1977/78 begann am 3. Dezember 1977 am bundesdeutschen Königssee und endete am 5. März 1978 am selben Ort. Weitere Saisonhöhepunkte waren die Rennrodel-Weltmeisterschaften, die im österreichischen Imst stattfanden sowie die Rennrodel-Europameisterschaften die im schwedischen Hammarstrand ausgetragen wurden.
Bei der Premiere des Rennrodel-Weltcups wurde bei den Frauen Regina König und bei den Männern Anton Winkler, beide aus der Bundesrepublik Deutschland, Gesamtweltcupsieger und bei den Doppelsitzern gewann das italienische Duo Peter Gschnitzer/Karl Brunner.

## Weltcupergebnisse
| Datum                   | Ort          | Disziplin    | Sieger                              | Zweiter                             | Dritter                         |
| ----------------------- | ------------ | ------------ | ----------------------------------- | ----------------------------------- | ------------------------------- |
| 3. bis 4. Dezember 1977 | Königssee    | Frauen       | Andrea Fendt                        | Elisabeth Demleitner                | Amanda Pfeiffer                 |
| 3. bis 4. Dezember 1977 | Königssee    | Männer       | Paul Hildgartner                    | Anton Winkler                       | Karl Brunner                    |
| 3. bis 4. Dezember 1977 | Königssee    | Doppelsitzer | Peter Gschnitzer Karl Brunner       | Hans Stanggassinger Franz Wembacher | Hans Brandner Balthasar Schwarm |
| 28. bis 29. Januar 1978 | Igls         | Frauen       | Andrea Fendt                        | Elke Djan                           | Regina König                    |
| 28. bis 29. Januar 1978 | Igls         | Männer       | Karl Brunner                        | Anton Winkler                       | Paul Hildgartner                |
| 28. bis 29. Januar 1978 | Igls         | Doppelsitzer | Hans Brandner Balthasar Schwarm     | Stefan Hölzlwimmer Rudolf Größwang  | Rudolf Schmid Albert Graf       |
| 4. bis 5. Februar 1978  | Hammarstrand | Frauen       | Roswitha Stenzel                    | Margit Schumann                     | Elisabeth Demleitner            |
| 4. bis 5. Februar 1978  | Hammarstrand | Männer       | Dettlef Günther                     | Hans Rinn                           | Anton Winkler                   |
| 4. bis 5. Februar 1978  | Hammarstrand | Doppelsitzer | Bernd Hahn Ulrich Hahn              | Peter Gschnitzer Karl Brunner       | Hans Rinn Norbert Hahn          |
| 4. bis 5. März 1978     | Königssee    | Frauen       | Margit Schumann                     | Roswitha Stenzel                    | Angelika Schafferer             |
| 4. bis 5. März 1978     | Königssee    | Männer       | Hans Rinn                           | Dettlef Günther                     | Anton Winkler                   |
| 4. bis 5. März 1978     | Königssee    | Doppelsitzer | Hans Stanggassinger Franz Wembacher | Hans Rinn Norbert Hahn              | Peter Gschnitzer Karl Brunner   |

Wegen eines Föhneinbruchs und starken Schneefalls wurden bei der Veranstaltung in Igls nur jeweils zwei Wertungsläufe ausgetragen.
Die Veranstaltung in Hammarstrand fand als Skandinavien-Cup und Generalprobe für die EM 1977 statt.
Die zweite Veranstaltung in Königssee fand als Alpenländerpokal statt.

## Gesamtwertungen

### Gesamtwertung im Einsitzer der Frauen
| Rang | Name                 | Land                            | KÖN 1 | IGL | HAM | KÖN 2 | Punkte |
| ---- | -------------------- | ------------------------------- | ----- | --- | --- | ----- | ------ |
| 1.   | Regina König         | BR Deutschland                  |       | 3   |     | 4     |        |
| 2.   | Andrea Fendt         | BR Deutschland                  | 1     | 1   |     |       |        |
| 3.   | Angelika Schafferer  | Österreich                      |       |     |     | 3     |        |
| 3.   | Margit Schumann      | Deutsche Demokratische Republik |       |     | 2   | 1     |        |
| 3.   | Roswitha Stenzel     | Deutsche Demokratische Republik |       |     | 1   | 2     |        |
|      |                      |                                 |       |     |     |       |        |
|      | Elisabeth Demleitner | BR Deutschland                  | 2     |     | 3   |       |        |
|      | Elke Djan            | BR Deutschland                  |       | 2   |     |       |        |
|      | Amanda Pfeiffer      | BR Deutschland                  | 3     |     |     |       |        |
|      | Anna Majewskaja      | Sowjetunion                     |       |     | 5   |       |        |
|      | Vera Zozuļa          | Sowjetunion                     |       |     | 4   |       |        |

### Gesamtwertung im Einsitzer der Männer
| Rang | Name                  | Land                            | KÖN 1 | IGL | HAM | KÖN 2 | Punkte |
| ---- | --------------------- | ------------------------------- | ----- | --- | --- | ----- | ------ |
| 1.   | Anton Winkler         | BR Deutschland                  | 2     | 2   | 3   | 3     |        |
| 2.   | Paul Hildgartner      | Italien                         | 1     | 3   | 5   | 4     |        |
| 3.   | Manfred Schmid        | Österreich                      |       |     |     |       |        |
| 3.   | Gerhard Böhmer        | BR Deutschland                  |       |     |     |       |        |
|      |                       |                                 |       |     |     |       |        |
|      | Karl Brunner          | Italien                         | 3     | 1   |     |       |        |
|      | Dettlef Günther       | Deutsche Demokratische Republik |       |     | 1   | 2     |        |
|      | Hans Rinn             | Deutsche Demokratische Republik |       |     | 2   | 1     |        |
|      | Hans-Heinrich Winkler | Deutsche Demokratische Republik |       |     | 4   |       |        |

### Gesamtwertung im Doppelsitzer der Männer
| Rang | Name                                | Land                            | KÖN 1 | IGL | HAM | KÖN 2 | Punkte |
| ---- | ----------------------------------- | ------------------------------- | ----- | --- | --- | ----- | ------ |
| 1.   | Peter Gschnitzer Karl Brunner       | Italien                         | 1     |     | 2   | 3     |        |
| 2.   | Hans Brandner Balthasar Schwarm     | BR Deutschland                  | 3     | 1   |     | 4     |        |
| 3.   | Stefan Hölzlwimmer Rudolf Größwang  | BR Deutschland                  |       | 2   |     |       |        |
|      |                                     |                                 |       |     |     |       |        |
|      | Bernd Hahn Ulrich Hahn              | Deutsche Demokratische Republik |       |     | 1   |       |        |
|      | Hans Rinn Norbert Hahn              | Deutsche Demokratische Republik |       |     | 3   | 2     |        |
|      | Rudolf Schmid Albert Graf           | Österreich                      |       | 3   |     |       |        |
|      | Hans Stanggassinger Franz Wembacher | BR Deutschland                  | 2     |     |     | 1     |        |